# Гагарин, Богдан Иванович
Князь Богдан Иванович Гагарин (1671—9 (20) июня 1722) — русский военачальник из рода князей Гагариных, бригадир, участник Северной войны.

## Биография
Старший сын дворянина московского князя Ивана Ивановича Гагарина, по прозвищу Борода. Его брат, князь Василий Иванович (1673—1745) — действительный статский советник (1728), губернатор в Новгороде.

В службе с 1700 года. После генеральных смотров поступил в дивизию генерала Адама Вейде и определён капитаном в Московский драгунский полк. В Нарвском походе (август—октябрь) определён в тот же полк майором. Участвовал в битве при Нарве (19 ноября) и был ранен.

Стольник (1702). По рассмотрению генерала графа Бориса Петровича Шереметева с весны 1704 года назначен командовать Смоленским драгунским полком сначала в чине полуполковника, затем полковника. С этим полком участвовал в осаде Нарвы и осаде Дерпта (1704), в Гродненской операции (1706), сражениях при Мур-мызе (1705) и при Калише (1706). За службу награждён царским портретом. По рассмотрению генерала князя Александра Даниловича Меншикова пожалован в бригадиры (1707). 

С 1708 по 1711 год — вице-комендант Москвы при своём дальнем родственнике князе Матвее Петровиче Гагарине. С 5 марта 1711 по 21 января 1716 год был комендантом в Глухове и командовал стоявшими там полками. В 1716 переведен в Санкт-Петербург, где находился не у дел. 

19 января 1722 года в сказке показал себе 50 лет, крестьян 90 дворов. Детей нет. 5 марта 1722 года по результатам сенатского смотра отмечен к делам.

## Адреса и владения
По сказке, поданной в Сенат 3 апреля 1713 года, за ним по переписным книгам 1678 года 88 крестьянских и бобыльских дворов. В Московской губернии, в Юрьев-Польском уезде, в Тихотине стану, в селе Фетиньине 20 дворов, в Переславль-Залесском уезде, в Борисоглебском стану, в деревне Яковлеве 10 дворов с третью, в Переславль-Рязанском уезде, в Моржевском стану, в селе Мишине да деревне Слободке 13 дворов, в Тульском уезде, в Колоденском стану, в деревне Мореве 5 дворов, в Санкт-Петербургской губернии, в Тверском уезде, в стану Шоске и Кави, в половине сельца Князева 4 двора, в Казанской губернии, в Муромском уезде, в Унженском стану, в селе Урванове с деревнями 14 дворов с полудвором, в Архангелогородской губернии, в Вологодском уезде, в Сямской волости, в деревне Молеве 11 дворов да в Кубенской волости, в деревне Барачеве 11 дворов.
В 1716 году — стольник, владел в Москве загородным двором в приходе церкви Знамения Пресвятой Богородицы за Петровскими воротами.